# Vejr
Vejret betegner de forskellige fænomener i atmosfæren, specielt vind, skyer og nedbør i den nedre del af atmosfæren, som kaldes troposfæren.
Vejret bør skelnes fra klima og vejrliget, idet de sidste udtrykker de typiske og repræsentative forhold, der gælder over et længere tidsrum over et sted. Vejret er kun udtryk for værdierne af de foroven anførte parametre over et tidsrum.
I Danmark udarbejdes vejrudsigter og andre meteorologiske materialer af Danmarks Meteorologiske Institut, DMI.